# Haplogrupo NO
En genética humana, el haplogrupo NO (K-M2335) o K2a, a veces X o NOX, es un haplogrupo del cromosoma Y que da lugar a los haplogrupos N y O. Sus descendientes conforman la población más representativa del Este y Norte de Eurasia.

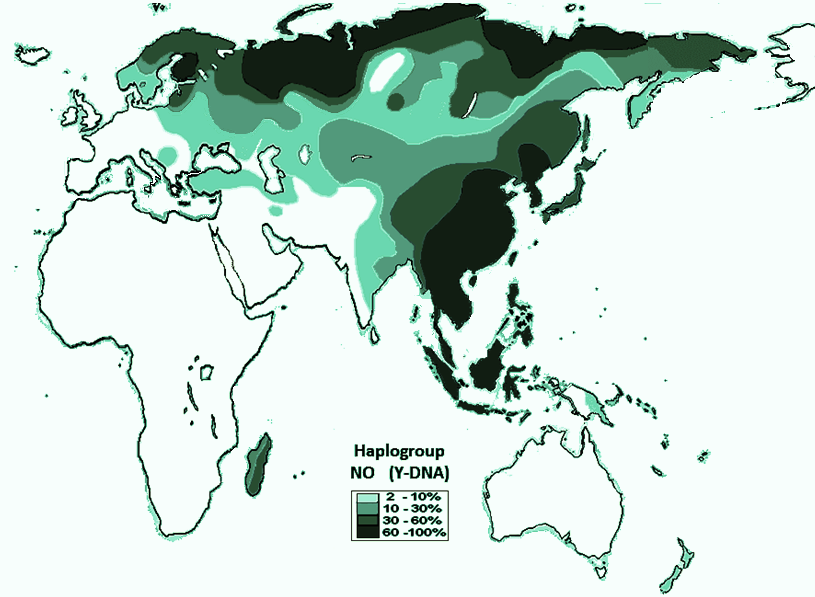
Distribución del haplogrupo NO del cromosoma Y en la población humana nativa.

Anteriormente se definió con el marcador M214, en este sentido se sostuvo que se originó probablemente al sur de China o en el Sudeste de Asia hace unos 30.000-40.000 años. Sin embargo se encontró ramas más antiguas anteriores a la divergencia entre N y O, por lo que fue redefinido y en realidad tiene más de 40 mil años.

## Subclados
El paragrupo NO* se presenta en bajas frecuencias en el Extremo Oriente, aunque aún no está del todo claro si se trata de subclados de N*. Ha sido encontrado en el Japón con 3%, especialmente en Tokushima (6%); también en malayos, mongoles y en China en los han y yi. Se encuentra en varias etnias dispersas en el Extremo oriente como los buyei, daur, evenkis de Manchuria, hezhen, hui, yao y en surcoreanos.
Los subclados son los siguientes:
- K-M526 o K2 o K(xLT)
  - NO o K2a, a veces K-M2335, X o NOX (M2308, M2335/F549, F650, CTS11667, Z4829)
    - K-M2335*: Encontrado en hombres prehistóricos, como el de Peștera cu Oase y en el hombre de Ust’-Ishim, los cuales son considerados los Homo sapiens más antiguos de Europa y de Siberia respectivamente, ambos con aproximadamente 41 mil años de antigüedad.[4]
    - K-Y28299: Encontrado en hablantes de télugu (India)[5]
    - NO1 o K2a1 (M214, P188, P192, P193, P194, P195)
      - NO1*: Poco y disperso en el Extremo oriente. Encontrado en Irán.
      - N (M231): Especialmente en Siberia y Asia Oriental, extendiéndose hacia el Norte de Europa (pueblos urálicos), Asia Central e Indochina.
      - O (M175, P186, Y3294): Predominante en Asia Oriental y Sudeste de Asia, extendiéndose hacia Oceanía, Asia Central y Sur de Asia.
        - O1 (F265): Extendido en Asia Oriental y Sudeste Asiático.
          - O1a (M119): Especialmente en pueblos austronesios y China.
          - O1b (P31): Especialmente en el Sudeste Asiático, Japón y Corea.

        - O2 (M122): Extendido en Asia Oriental y Sudeste Asiático, especialmente en China y pueblos sinotibetanos, hmong-mien y coreanos.

| Haplogrupos del cromosoma Y humano |                  |   |   |    |    |    |    |    |   |   |     |     |     |     |    |    |    |    |     |     |     |    |    |   |
|                                    | Adán cromosómico |   |   |    |    |    |    |    |   |   |     |     |     |     |    |    |    |    |     |     |     |    |    |   |
|                                    | A                |   |   |    |    |    |    |    |   |   |     |     |     |     |    |    |    |    |     |     |     |    |    |   |
|                                    |                  |   |   | BT |    |    |    |    |   |   |     |     |     |     |    |    |    |    |     |     |     |    |    |   |
|                                    |                  | B | B | B  | CT | CT |    |    |   |   |     |     |     |     |    |    |    |    |     |     |     |    |    |   |
|                                    |                  |   |   | DE | DE | CF | CF | CF |   |   |     |     |     |     |    |    |    |    |     |     |     |    |    |   |
|                                    |                  |   | D | E  |    | C  | C  | F  | F | F |     |     |     |     |    |    |    |    |     |     |     |    |    |   |
|                                    |                  |   |   |    | C1 | C2 |    | G  | H | H | IJK | IJK | IJK | IJK |    |    |    |    |     |     |     |    |    |   |
|                                    |                  |   |   |    |    |    |    |    |   |   | IJ  | K   | K   | K   | K  | K  | K  |    |     |     |     |    |    |   |
|                                    |                  |   |   |    |    |    |    |    |   | I | J   |     |     | LT  | K2 | K2 | K2 | K2 | K2  | K2  |     |    |    |   |
|                                    |                  |   |   |    |    |    |    |    |   |   |     |     | L   | T   |    | MS | MS | MS | MS  | P   | P   | P  | NO |   |
|                                    |                  |   |   |    |    |    |    |    |   |   |     |     |     |     |    | M  | S  |    | Q   | R   | R   |    | N  | O |
|                                    |                  |   |   |    |    |    |    |    |   |   |     |     |     |     |    |    |    |    |     | R1  | R1  | R2 |    |   |
|                                    |                  |   |   |    |    |    |    |    |   |   |     |     |     |     |    |    |    |    | R1a | R1a | R1b |    |    |   |
|                                    |                  |   |   |    |    |    |    |    |   |   |     |     |     |     |    |    |    |    |     |     |     |    |    |   |